# 進藤章
進藤 章（しんどう あきら、1900年（明治33年）4月12日 - 1976年(昭和51年）5月18日)
は、日本の画家、油彩画、日本画などを描く。

## 人物
1900年（明治33年）4月12日、父善次郎と母たいの7人兄弟の長男として山梨県北都留郡小淵沢村上久保（現・山梨県北杜市小淵沢町上久保）に生まれる。小淵沢小学校、大泉高等科3年を経て山梨師範学校（現・山梨大学）に学ぶ。
卒業後、日野春、小淵沢、甲府富士川小学校に訓導として勤め、当時文壇を風靡した武者小路実篤らの白樺運動の影響を受け、地方文化の活動、ことに画道に専心した。また山梨師範学校の先輩でもあった土屋義郎氏の紹介により岸田劉生の草土社に属し、木村荘八の指導を受けた。
1919年（大正8年）歌人の喜与子と見合い結婚し、1927年（昭和2年）夫婦で上京して、章は四谷第一小学校に勤務したが、途中で絵の勉強がしたくなって古典美術協会に入所、「根本からはじめたい」といって教師を辞めた。ここで4ヶ年間古典技法の研究をし、大調和展、古典美術協会展に作品の発表をつづけた。
1929年(昭和4年）「岸田劉生画伯遂に徳山に逝く」など当時の美術界の動きを美術日記に残している。また「私の絵には詩があると人はいう。絵に文学的要素が邪道のようにいった時代があったが、造形に詩的なものがあっても邪道とは考えたくない。心のおもむくままに描きたいのである。今の仕事は草土社でも古典協会でもない。けれども劉生画論の中に出てくる『唯心境』、色も形も超えて内から滲み出す精神とか、そういうものがなければ人の心を打つわけにはゆかないだろうし、作風はまるきり変わっても、その意味では草土社精神が終生を貫くだろう。これから私の絵は次第に明るさと鮮明度を増すことだろうし、身についた東洋趣味、日本趣味が油彩の新日本画になることも事実。静物を描いても静物的風景になりつつあることも事実だろう」と。中川紀元氏は「進藤さんの絵は色彩の音楽である」と評している。1933年(昭和8年)東京日動画廊で「山岳個展」を開き、作品45点を発表。以後毎年、銀座三昧堂、菊屋画廊で個展を開催しながら画業への情熱に生きた。
1939年（昭和14年）在京の数人と「菁々会」を結成して会長となり、同年11月に第1回展を銀座三昧堂で開催しその後毎年開催したが、特に第3回展は初日が1941年（昭和16年）12月9日、太平洋戦争（大東亜戦争）の翌日であったのにも拘らず、戦況を冷静に見極め熟慮した上で開催を断行したのであった。その時の様子は次ぎの様に記されている。即ち「8日早暁米、英両国に対し戦争状態に入る。6時のニュースに続く号外の飛報。帝都はにわかに緊張の極。やがて大詔渙発、宣戦布告となる。午後より防空実施下令とはいえ夜に入り空は晴れ、月高くかがやけど市民は必要以上に燈火官制を実施し全く暗黒なり。明日より開会の第3回展のどうなる事かと疑いつつも既に腹を決め、暗がりの街に絵を運ぶ。いささか悲壮でもある。明くれば雨、雨ひどく降り続けど相次ぐ勝報に国民の心明るく人皆の心は戦いに共の耳をうばわれたり。皇国三千年の歴史の先端に大きくも勃発した民族の戦い、大東亜戦争と共に吾が菁々会第三回展は記念すべくも開かれたり。12月17日夜、章記す」と。しかし戦争も次第に苛烈になり第6回展を1944年(昭和19年)10月、銀座・菊屋画廊での3日間のみの開催をもって中止のやむなきに至る.しかし1969年（昭和44年）11月、生き残った3人(進藤章・葛西康・川原井正)で第7回菁々会展を銀座・月光荘画廊で開催し、その後場所を変えながら晩年まで継続した。
終戦の年の1945年（昭和20年）故郷の小淵沢村に帰り、翌1946年（昭和21年）山梨美術協会展、県芸術祭展に出品、画道専念を意図したが、1947年（昭和22年)郷里の青年団有志の情熱に押されて公選の初代村長となり、1949年（昭和24年）歌聖若山牧水がこの地を来遊した1923年（大正12年）の秋、諷詠した一作「甲斐の国こぶちさわあたりの高原の秋すゑつかたの雲のよろしさ」は作者自身の真筆であり、これを文化事業の一環として、村当局をはじめ、山脈短歌会のものが、村内有志の方がたのご厚意を得て歌碑を刻み小淵沢西小学校（現・小淵沢町総合スポーツセンター）の校庭につづく丘、雑木林の中に建立したが、その後現在地「生涯学習センターこぶちさわ」に移された。尚、この年（昭和24年）11月13日の除幕式に招かれた喜志子夫人も「数多い碑の中に自筆の歌碑は少なく、中でも優れている方だ」との言葉があり、進藤も「恐らく最高に近いのではなかろうか」と評している。また除幕式に招かれた夫人は駅前の「いとや旅館」の往年牧水が泊まった部屋で一夜を過ごし、次の夜、進藤宅の天井に雨漏りのしみのあるその奥座敷で泊められた時に詠んだ「はに鈴のほろろこほろぎよもすがら枕のあたりにて鳴く」も石碑に刻まれ1990年（平成元年）11月18日に小淵沢町がふるさと創生事業の一環として、牧水の歌碑の左隣に建立した。この除幕式には息子である旅人氏から次のような祝歌が寄せられた。
「甲斐駒を　仰ぎ見せむと　町びとの思ひは凝りて　ここに母の碑」。
さて進藤は村長を1期4年間引き受け、北巨摩郡町村会長、県町村会教育委員会副会長等政治界に身をおいた。しかし、人間形成に芸術の尊さを痛感し、1948
年(昭和23年)その地方的なきめ細かい歩みを意図して「峡北美術協会」を設立、以後会長として28年間、後進の指導と激励を続けた。
1951年(昭和26年)甲府中込百貨店で個展を開催した。一方、画業のみならず広く地方文化の進展のために1952年(昭和27年)には県立図書館協議会副会長、また1954年(昭和29年）には小淵沢財産区議会議長、人権擁護委員、行政相談委員等社会奉仕にも献身し、大阪朝日新聞厚生事業団主催の「日本名作家展」にも例年寄贈出品をつづけた。
その間、菁々会長、峡北美術協会長のほか山梨美術協会副会長、同協会相談役をながくつとめ、山梨美術の興隆に意をそそいだ。
1976年(昭和51年)5月18日　永眠　享年76
1976年(昭和51年)6月、甲府県民会館地下画廊で峡北美術協会主催による「進藤章遺作展」が開催され、更に同年10月「追悼進藤章第12回菁々会展」が銀座ゑり円画廊で開催された。
1979年(昭和54年)11月3日、山梨県立美術館の落成開館に当たり「蓮池」ほか2点が同館収蔵作品として展示された。